# 特雷莎·爱德华兹
特雷莎·爱德华兹（英語：Teresa Edwards，1964年7月19日—），美国女子篮球运动员。她曾获得4枚奥运会金牌。2010年入选女子篮球名人堂。2011年入选奈史密斯篮球名人堂。